# 圣查尔斯堂区 (路易斯安那州)
聖查爾斯堂區（英語：St. Charles Parish）是位於美國路易斯安那州東南部的一個堂區。面積1,062平方公里。根據美國2000年人口普查，共有人口48,072人。治所哈恩維爾 （Hahnville）。
成立於1807年3月31日。堂區名來自聖查爾斯堂區（以米蘭總主教聖嘉祿·伯羅敏St. Carlo Borromeo命名）。